# Istantanee
Istantanee (Proof) è un film del 1991 diretto da Jocelyn Moorhouse, vincitore della Menzione speciale per la miglior opera prima al 44º Festival di Cannes.

## Trama
Martin è cieco dalla nascita. Tuttavia ha una grande passione per la fotografia e scatta decine di istantanee. Fa poi amicizia con un ragazzo che lava i piatti in un locale, Andy, che racconta a Martin che cosa mostrano le fotografie. C'è poi Cecilia, una governante che si occupa di lui e della casa, che gli è morbosamente attaccata. Sotto questo amore di Martin per le foto e il desiderio di sapere se le descrizioni di Andy corrispondono alla foto stessa c'è un richiamo lontano alla madre.